# Millecroquettes

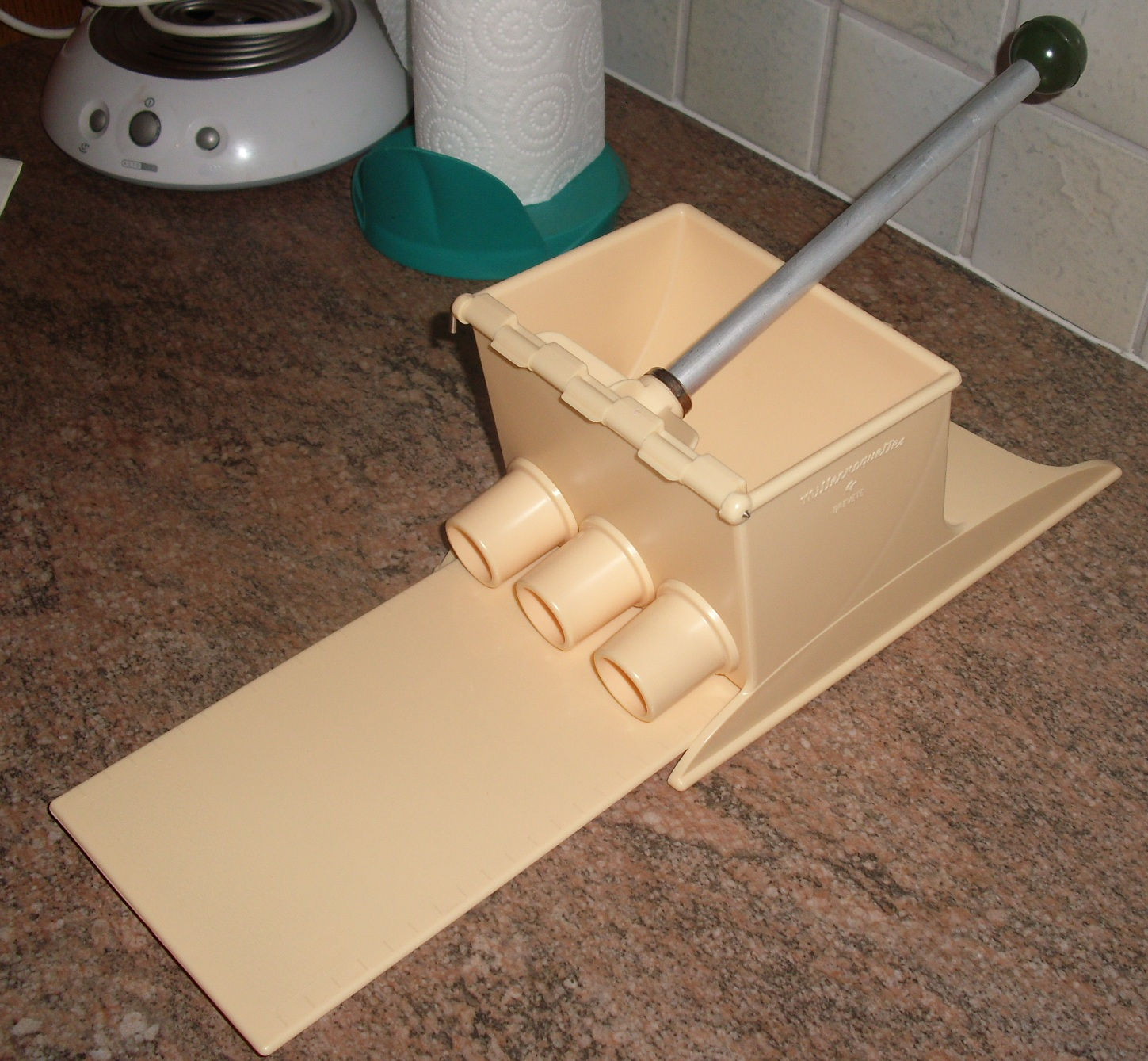
Voor het aanmaken van aardappelkroketten.

De millecroquettes is een hulpmiddel voor het zelf maken van aardappelkroketten. Het werd uitgevonden door de Antwerpse Gaspard Thienpont, een uitvinder en handelaar in wild en gevogelte. Hoewel het toestel nog steeds verkocht wordt, is het meestal uit de moderne keuken verdwenen.

## Geschiedenis
Thienpont ontwierp de Millecroquettes voor zijn vrouw, die zelf de kroketten maakte voor hun winkel. Het is een toestel waarmee aardappelpuree door 3 buisjes worden geperst. Deze pureeworsten worden nadien versneden en afgewerkt met een laagje bloem, eigeel en paneermeel.
Later besliste hij om het toestel op de markt te brengen en voor te stellen op het Internationaal Salon voor Uitvinders in 1962. Daar behaalde hij de gouden medaille onder de categorie Beste huishoudapparaat voor het comfort van de woning en van de huisvrouw. Van het toestel werden twee versies aangeboden: een voor de horeca en een voor huishoudelijk gebruik. Het merknaam groeide uit tot een genericide. Vooral in de jaren 60, 70 en 80 werden jaarlijks miljoenen millecroquettes verkocht in België, maar ook in Europa, de Verenigde Staten en Canada. Tegenwoordig worden de toestellen nog steeds verdeeld door de familie Thienpont.

## Nostalgie
Het toestel was in Vlaanderen al lang uit de keuken - maar niet uit het collectief geheugen - verdwenen. Ketnet gebruikte een millecroquettes in de begin jaren 2000 voor hun live-spel de Ketnetkroket, waarin kinderen opgebeld werden om te raden uit welke, met vormen geassocieerde, buis de kroket zou komen. Maar ook dankzij kookprogramma's zoals Dagelijkse Kost kreeg de verkoop van de millecroquettes in 2011 opnieuw een boost. In 2022 werd het toestel opgenomen in de Expo 22-tentoonstelling van Radio 1. In 2025 werd de Ketnetkroket opnieuw geïntroduceerd als rubriek voor het nieuwe live-programma Hallo Kroket.